# Gradac (Ivanjica)
Gradac (em cirílico: Градац) é uma vila da Sérvia localizada no município de Ivanjica, pertencente ao distrito de Moravica, na região de Stari Vlah, Moravica. A sua população era de 73 habitantes segundo o censo de 2011.

## Demografia
| 1948 | 1953 | 1961 | 1971 | 1981 | 1991 | 2002 | 2011 |
| ---- | ---- | ---- | ---- | ---- | ---- | ---- | ---- |
| 218  | 237  | 246  | 202  | 159  | 111  | 86   | 73   |